# Bulgaria Open 2019 (Badminton)
Die Bulgaria Open 2019 im Badminton fanden vom 12. bis zum 15. August 2019 in Sofia statt.

## Sieger und Platzierte
| Disziplin    | Gold                            | Silber                             | Bronze                              |
| ------------ | ------------------------------- | ---------------------------------- | ----------------------------------- |
| Herreneinzel | Toma Junior Popov               | Abhinav Manota                     | Aidil Sholeh                        |
| Herreneinzel | Toma Junior Popov               | Abhinav Manota                     | Ditlev Jæger Holm                   |
| Dameneinzel  | Neslihan Yiğit                  | Mariya Mitsova                     | Aliye Demirbağ                      |
| Dameneinzel  | Neslihan Yiğit                  | Mariya Mitsova                     | Kisona Selvaduray                   |
| Herrendoppel | Eloi Adam Julien Maio           | Oliver Leydon-Davis Abhinav Manota | Christopher Grimley Matthew Grimley |
| Herrendoppel | Eloi Adam Julien Maio           | Oliver Leydon-Davis Abhinav Manota | Emil Lauritzen Mads Muurholm        |
| Damendoppel  | Bengisu Erçetin Nazlıcan Inci   | Catherine Choi Josephine Wu        | Christine Busch Amalie Schulz       |
| Damendoppel  | Bengisu Erçetin Nazlıcan Inci   | Catherine Choi Josephine Wu        | Eleanor O’Donnell Ciara Torrance    |
| Mixed        | Joshua Hurlburt-Yu Josephine Wu | Matthew Clare Lizzie Tolman        | Max Flynn Jessica Hopton            |
| Mixed        | Joshua Hurlburt-Yu Josephine Wu | Matthew Clare Lizzie Tolman        | Emre Sönmez Zehra Erdem             |